# Rob van Dijk
Robert "Rob" van Dijk (Voorhout, Países Bajos, 15 de enero de 1969) es un exfutbolista neerlandés que jugaba como guardameta y su último equipo fue el FC Utrecht de la Eredivisie.

## Clubes
| Club          | País         | Año       |
| ------------- | ------------ | --------- |
| Feyenoord     | Países Bajos | 1992-1996 |
| RKC Waalwijk  | Países Bajos | 1996-2003 |
| PSV Eindhoven | Países Bajos | 2003-2004 |
| De Graafschap | Países Bajos | 2004-2005 |
| RKC Waalwijk  | Países Bajos | 2005-2007 |
| SC Heerenveen | Países Bajos | 2007-2008 |
| Feyenoord     | Países Bajos | 2008-2011 |
| FC Utrecht    | Países Bajos | 2011-2012 |

## Palmarés
Feyenoord de Róterdam
- Eredivisie: 1992-93
- Copa de los Países Bajos: 1994, 1995

- Datos: Q576792